# Halioticulture
L'halioticulture est l'ensemble des opérations visant à faire reproduire (en) les ormeaux, des mollusques gastéropodes marins, au profit de l'alimentation humaine. Une personne qui pratique cet élevage est un halioticulteur. Il s'agit d'un type de conchyliculture assez récent et rare, où les principales espèces élevées sont Haliotis tuberculata et H. varia,.